# Louis Krauß

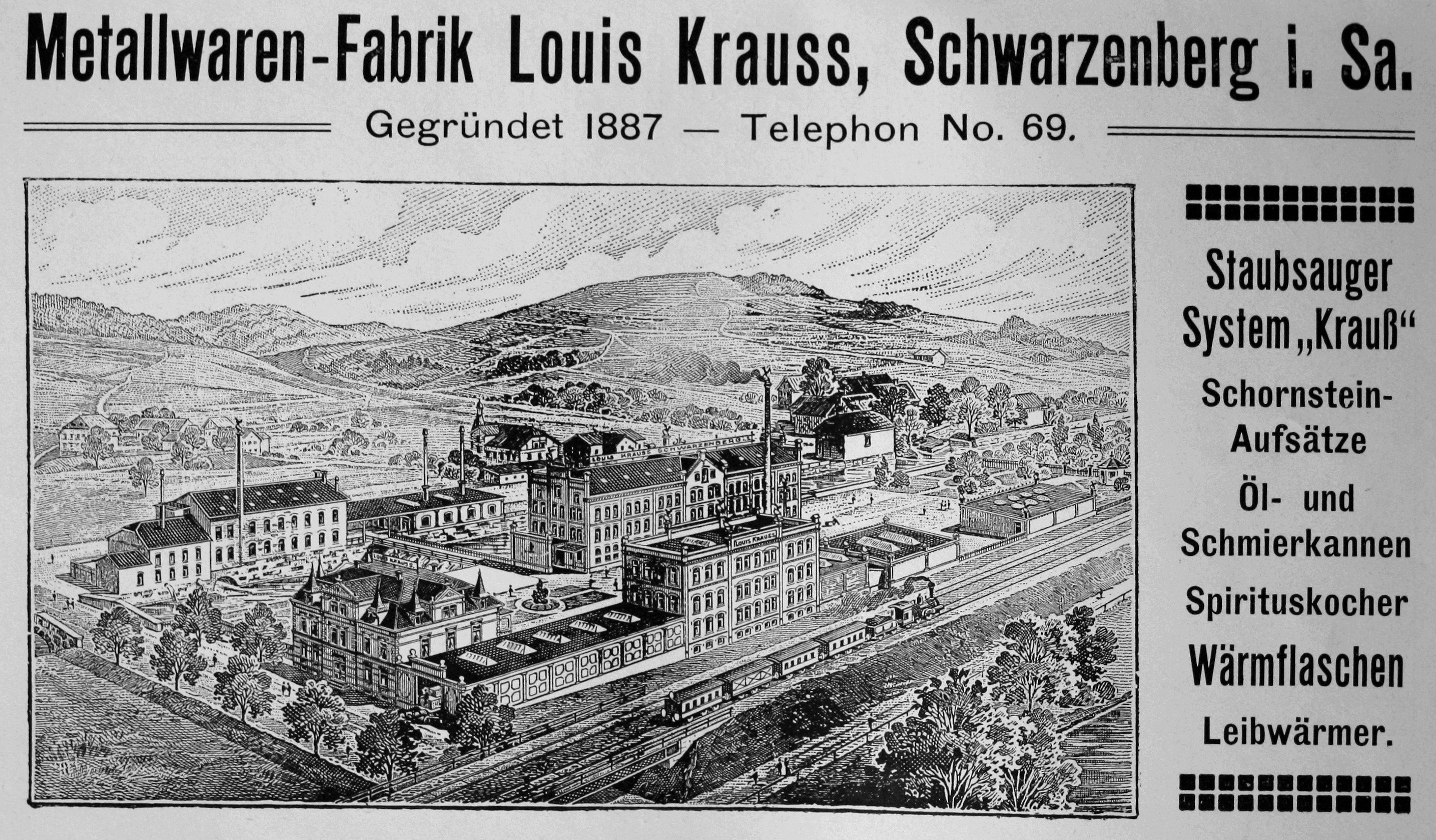
Metallwaren-Fabrik Louis Krauß in Schwarzenberg/Erz. um 1910

Karl Louis Krauß (* 25. April 1862 in Neuwelt; † 5. Dezember 1927 in Dresden) war ein Industrieller und stellte unter anderem Badewannen her. Er gründete 1887 die Kraußwerke, das spätere Waschgerätewerk Schwarzenberg.

## Werdegang

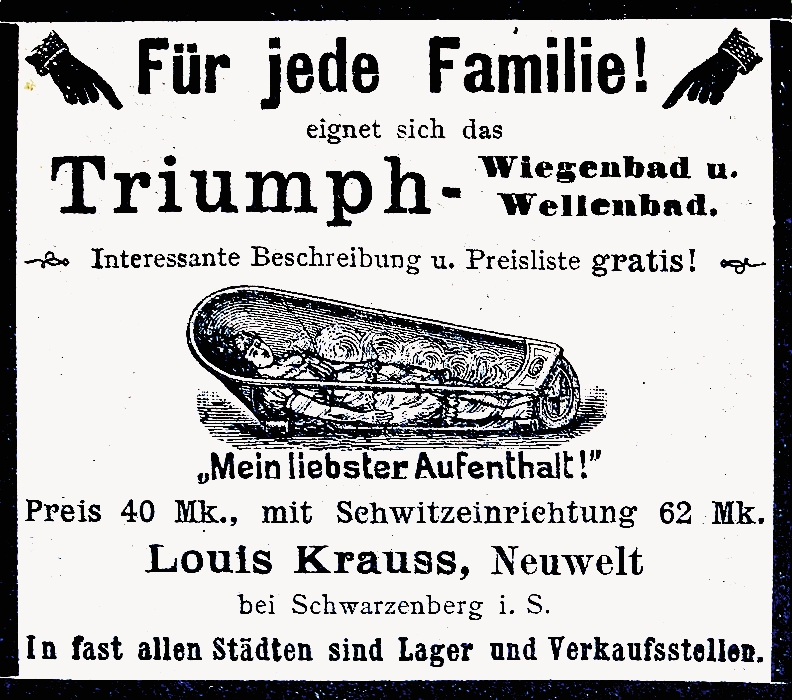
Geschäftsanzeige mit Triumph-Wiegenbad-Schaukel, 1898

Nach einer Klempnerlehre und der Absolvierung der Wanderjahre arbeitete Krauß in Berlin bei verschiedenen Metallwarenfabriken, bis er 1887 im Haus seiner Eltern in Neuwelt, einer alten Löffelschmiede im sächsischen Erzgebirge, eine eigene Werkstatt mit Klempnerei einrichtete. 
Neben Geräten für den häuslichen Gebrauch wie Trichtern, Seifenbecken usw. fertigte er zum Beispiel auch Laternen für Lokomotiven. Seine Volksbadewannen verkaufte er millionenfach unter dem Motto:
„Jedem Deutschen wöchentlich sein Bad.“
Mit Geräten wie der Kartoffelpresse, einem Dampfstrahlwäscher, der Wäscheglocke (gestieltes Stampfinstrument mit federnden ineinander gebauten Zylindern aus verzinktem Blech) und Trommelwaschmaschinen (1902) trug Krauß zur technischen Ausrüstung der Haushalte bei. 1905 führte er den Rostschutz seiner Geräte durch Feuerverzinken ein und senkte dadurch den Materialeinsatz und die Masse seiner Erzeugnisse. Er produzierte auch Waschschüsseln und Wärmflaschen in großen Stückzahlen. 
Er war auch als Stadtrat in Schwarzenberg und als Kurator der Fachschule für Blechverarbeitung in Aue tätig. 
Nach dem Ersten Weltkrieg überließ Krauß die Firma seinem Sohn Friedrich Emil Krauß und zog 1919 nach Dresden, wo er sich fortan der Konstruktion und Forschung widmete. Er kam bei einem Verkehrsunfall ums Leben.

## Trivia
Karl Louis Krauß hat einen Auftritt im Sonderheft Mosaik – Die Abrafaxe in Sachsen, das der Freistaat Sachsen anlässlich seines 30. Wiedergründungsjubiläums beauftragt hat. Darin treffen die Abrafaxe auf sächsische Erfinder wie den Alchimisten Johann Friedrich Böttger und die Kaffeefiltererfinderin Melitta Bentz.